# 1,10-fenantrolina
La 1,10-fenantrolina,  o-fenantrolina o simplemente fenantrolina (phen) es un compuesto orgánico heterocíclico. Es un sólido de color blanco que es soluble en disolventes orgánicos. Se utiliza como un ligando en la química de coordinación, ya que forma complejos fuertes con la mayoría de los iones metálicos. En términos de sus propiedades de coordinación, phen es similar a la 2,2'-bipiridina (bipy).
A temperatura ambiente es estable en la forma de monohidrato como un sólido blanco inodoro. Es un compuesto tóxico, peligroso para el medio ambiente.
En combinación con iones de hierro, se usa como un indicador redox; tres moléculas de fenantrolina forma un complejo metálico con un ion Fe(II) ("ferroso") de color rojo, cuya forma correspondiente oxidada da lugar a un color azul.  

## Síntesis
La fenantrolina se puede preparar mediante dos reacciones de Skraup sucesivas de glicerol con ''o''-fenilendiamina, catalizadas por ácido sulfúrico, y un agente oxidante, tradicionalmente ácido arsénico acuoso o nitrobenceno. La deshidratación del glicerol da acroleína que se condensa con la amina seguida de una ciclación.

## La ferroína y sus análogos
El complejo [Fe(phen)3]2+, llamado ferroína, se utiliza para la determinación espectrofotométrica de Fe(II). Se utiliza como un indicador redox con potencial estándar de viraje de color de 1,06 V. La forma reducida ferroso tiene un color rojo intenso y la forma oxidada es de color azul claro.  La ferroína se utiliza como un inhibidor permeable celular para metaloproteasas en biología celular.
El complejo rosa [Ni(phen)3]2+ se ha resuelto en sus isómeros Δ y Λ.
El análogo [Ru(phen)3]2+ tiene bioactividad.

## Peligrosidad
La o-fenantrolina es moderadamente neurotóxica, altamente tóxica para los riñones y un potente diurético.